# Vasil Mitkov
Vasil Mitkov (in bulgaro Васил Митков?; Sofia, 17 settembre 1943 – Sofia, 17 marzo 2002) è stato un calciatore bulgaro, di ruolo attaccante.

## Carriera

### Club
Trascorse tutta la sua carriera nello Spartak Sofia, divenuto dal 1968 Levski-Spartak Sofia a seguito di fusione con il Levski Sofia. Con il club vinse tre coppie di Bulgaria e due campionati.

### Nazionale
Esordì in nazionale il 22 marzo 1967 in un match amichevole contro la selezione olimpica dell'Albania. Segnò il suo primo gol in nazionale il 12 novembre 1967, nella gara vinta 3-0 contro la Svezia valida per le Qualificazioni al campionato europeo di calcio 1968 .
Fu selezionato per il Campionato mondiale di calcio 1970: dopo aver saltato il primo incontro perso contro il Perù, Mitkov entrò nel secondo tempo della gara contro la Germania Ovest, che sancì l'eliminazione della Bulgaria. Fu quindi titolare nell'ultima ininfluente gara pareggiata con il Marocco.
In sei anni, tra il 1967 e il 1972, totalizzò 17 presenze con tre reti all'attivo.

## Palmarès

### Club
- Campionato bulgaro: 2

Levski-Spartak Sofia: 1969-1970, 1973-1974
- Coppa di Bulgaria: 3

Spartak Sofia: 1967-1968
Levski-Spartak Sofia: 1969-1970, 1970-1971